# 橘美月
橘 美月（たちばな みづき）は日本の女性声優。2016年から活動。SNSは2018年3月から始め、出演は成人向け美少女ゲームのキャラクターが中心である。 

## 主演作品

### 美少女ゲーム
以下は、『作品名、（○○）は役名、〇〇月〇〇日(日付)（ゲームの、サービス開始日・若しくは発表日、発売日）』の年代順。
2016年
- 村祀り桃色紀行 さかざ村の淫祀り、汚された巫女姉妹（神乃絵加悦[2]) - 9月30日[3]

2017年
- ヤリチンの俺が女になったらヤリマンだった件（水杜 結莉子[4]) - 12月22日[5][出典無効]

2018年
- コイカツ (素直クールと単純）[6] - 4月27日

2019年
- 絆きらめく恋いろはｰ椿恋歌ｰ (東雲ひばり[7]) - 1月25日
- カスタムオーダーメイド3D2 (無口[8]) - 7月6日

2023年
- ハニカム (クール[9]) - 9月1日

2025年
- アイコミ（性格:ツンデレ）

### Webゲーム
2019年
- デタリキZ[10][出典無効] (小雪[11]、シェリル[12]) - 11月12日

2024年
- ルミナプログノシス (ミラシエル[13]) - 10月15日